# 鉄魂!! ZOIDS核闘技
『鉄魂!! ZOIDS核闘技』（てっこん ゾイドコアバトル）は、溝渕誠による日本の漫画作品。ゾイドをモチーフとした漫画である。『月刊コロコロコミック』（小学館）で2003年8月号から2005年1月号まで連載された。全3巻。

## あらすじ
熱血野球少年である鉄魂はある日、ゾイドと出会う。最初は「子供のオモチャ」とゾイドを馬鹿にした鉄魂であるが、それを聞いたコマンダーOに一喝され、あまりの衝撃に素振りの練習をすればコマンダーOの幻影が現れる、友達の顔がコマンダーOに見える、クラスメイトがアイアンコング・エヴォルツォーネに見えてしまうといった幻覚症状に悩まされるようになってしまう。振り切るようにトミー本社に向かった鉄魂はコマンダーOと再会。コマンダーは「ゾイドは魂をぶつけ合うバトル」であると鉄魂を激励し、彼に説明書も入っていないゾイドのキットを渡す。三日三晩市民球場で思考を巡らせていた鉄魂はそのゾイドのインスピレーションを獲得。友達との協力もありセイスモサウルスのキットを完成させ、ここに新たなゾイド核闘技戦士・鉄魂が誕生したのであった。そしてトオルや工作といった様々なゾイドモデラーと交流する内にその頭角をメキメキと現していくようになり、ゾイド核闘技メジャーリーグの道へと身を投じていく。
ゾイド核闘技メジャーリーグの全国大会に出場した鉄魂たち三人はゾイドの工作テクニック等を競い合った後、製作したゾイドキットをバーチャルシミュレーターによって対戦可能な「インフィニティシステム」にて強豪たちと激突。決勝にて姿三兄弟を打倒する。その時、鉄魂たちの前に中瀬博士と実物大のライガーゼロフェニックスが現れ、実物大ゾイドを用いた世界大会の開催が知らされる。実物大のホエールキングに招かれた鉄魂は、そこでバスターフューラーに乗り込んだ密國やその他のゾイドたちと戦いを繰り広げるのだった。

## 登場人物

### 鉄魂チーム
鉄魂
主人公。一人称は「俺」。当初は野球一筋の少年であったが、通りがかりに見かけたアイアンコング・エヴォルツォーネ、コマンダーOとの出会いによって次第にゾイドに心惹かれていく。
トオル
鉄魂が訪れたゾイドショップにて出会った少年。その店の早組みチャンピオンであり、当初はニッパーの使い方も知らなかった鉄魂を愚弄する。だがボクシングのテクから高速早組術を会得した鉄魂に敗れ、彼の実力を認めて良き仲間となった。
単行本2巻の後書きによれば、初期案ではオカマ言葉を使うキャラクターだったが、担当との相談の末本編のキャラとなったとの事である。
匠工作
別名「造形の魔術師」。弁慶を思わせる巨体と厳つい顔つきの持ち主だが、手先が極めて器用でジオラマ等を嗜む。
ゾイド核闘技メジャーリーグ編では鉄魂とトオルを誘い「鉄魂チーム」を結成しともに戦った
初登場時はハンサムな少年に変装。まるで映画トータル・リコールのようなボディスーツから正体を現し、鉄魂たちを驚かせた。

### 姿三兄弟
ゾイド核闘技メジャーリーグ編にて鉄魂たちの前に現れたライバルチーム。行方不明となった父の手がかりをつかむべく、同大会に参加した。
姿光圀
姿三兄弟三男で鉄魂のライバル。高速ゾイド組み立て術「ゾイド残像拳」の使い手。
姿莫山
姿三兄弟長男
姿正宗
姿三兄弟次男
姿兄弟の父
光圀たちの父。実際に動く本物のゾイドを製作していた優秀なエンジニアで、大会の数日前に何者かによって捕らえられ行方不明となる。
実は姿三兄弟たちの実力を見極めるため、誘拐されたフリをして行方をくらましていた。

### その他の登場人物
ZZZ(トリプルズィー)
惑星Ziから来たと噂される大柄の人物。実は三人の子供達が連なって一人に見せ掛けていた。
大魔人チーム
右腕がロケットアームとなる改造アイアンコングを使用。勝負が付いているにも拘らず、対戦相手のシュトゥルムフューラーを完全に破壊するほどの冷酷な性格の持ち主。
アッシュ
ビジュアル系ゾイドチーム。ディバイソンで挑むも猛虎団のレイズタイガーに敗北。
猛虎団
虎型ゾイドに熱狂するゾイドチーム。関西弁で喋る。レイズタイガーのビーム集光機能で鉄魂を圧倒するも、トランスホークに敗れる。
ユウキ
鉄魂のクラスメイト。鉄魂がコマンダーOから未完成のゾイド(セイスモサウルス)を渡された際にはグローブを手に取り、その組み立てを手伝った。
鉄魂の父
鉄魂同様、野球命の熱血親父。鉄魂が野球をやめゾイドを始めた際には難色を示すも、彼の作った凱龍輝の写真を見て理解。彼のゾイドバトルを激励するのだった
トム・カネダ
アメリカに訪れた鉄魂が出会った日系人の少年。筋金入りのゾイドコレクターであり、鉄魂がアメリカで組み立てようと持ってきた日本国内版RZライガーゼロフェニックスをアタッシュケースに入った札束で買い取ろうとするなどかなりのお坊ちゃんである事がうかがえる。
プロモデラーに任せて自分でゾイドを組み立てた事が無い事を鉄魂に指摘され、ゾイドバトルの際には街中のお題キットを買い占めるなど卑怯な性格も見られた。しかし、そんな妨害にめげず雪と氷で実物大ゼロファルコンを作る鉄魂を見て改心。負けを認め彼と一緒にゼロファルコン氷像を完成させたのだった。
じいや
トム・カネダの執事。送迎からゾイドの買占めまで多岐にわたる仕事をこなす。
匠秀作
工作の父。大人も子供も遊べるホビーランドを建設していたが、事故に遭い完成を見る間もなく他界してしまう。
コマンダーO
鉄魂にゾイドを教えた人物。いわゆるホビー漫画における名人キャラであり、モデルは実在のゾイド開発スタッフ・奥津正道が扮する同名のキャラクター。当時のコロコロコミック誌記事やイベント進行でその雄姿が見られた。
中瀬博士
ゾイド格闘技の権威。実は鉄魂たちのバトルデータを採取し、姿三兄弟の父とともに実物のゾイドを製作していた。
モデルはトミー・ゾイド開発スタッフの中瀬崇嗣

## コミックス
1. 2004年1月28日発売 ISBN 4091428355
2. 2004年8月27日発売 ISBN 4091428363
3. 2005年4月26日発売 ISBN 4091428371